# Từ Tử San
Từ Tử San (tiếng Trung: 徐子珊, tiếng Anh: Kate Tsui Tsz-shan, sinh ngày 19 tháng 6 năm 1979) là một cựu nữ diễn viên kiêm người mẫu người Hồng Kông. Từng là người giành danh hiệu Hoa hậu Hồng Kông vào năm 2004, cô được biết đến nhiều nhất qua các vai diễn của mình ở đài truyền hình TVB, và từng được xếp vào hàng ngũ "Ngũ đại Hoa đán" cùng với Dương Di, Chung Gia Hân, Hồ Hạnh Nhi và Trần Pháp Lai.

## Tiểu sử
Từ Tử San được sinh ra và lớn lên ở Hồng Kông. Cha cô là một doanh nhân và mẹ cô là một người nội trợ.
Trước khi giành được danh hiệu hoa hậu, Từ Tử San lúc đầu mong muốn trở thành một vũ công chuyên nghiệp. Cô bắt đầu tập múa ba lê từ năm 4 tuổi, nhưng buộc phải bỏ dở năm 11 tuổi do chấn thương ở mắt cá chân phải. Năm 14 tuổi, cô bắt đầu tập nhảy Jazz, Salsa và Argentina Tango.
Cô đã theo học tại trường Kiangsu-Chekiang College (Shatin) và sau đó tốt nghiệp trường Đại học California tại Davis, chuyên ngành tiếng Nhật và học một ít tiếng Tây Ban Nha và Marketing. Sau khi tốt nghiệp, cô đã trở lại Hồng Kông và làm việc với tư cách là một phiên dịch viên và điều phối viên dự án tại một công ty kỹ thuật.
Năm 2004, cô tham gia cuộc thi Hoa hậu Hồng Kông và đăng quang ngôi vị quán quân cùng với các danh hiệu Hoa hậu ăn ảnh, Hoa hậu thiện chí quốc tế và giải Người có thân hình đẹp nhất. Sau cuộc thi, cô đã ký hợp đồng với TVB và bắt đầu sự nghiệp của mình với tư cách là một diễn viên.

## Sự nghiệp
Từ Tử San được khán giả biết đến qua các vai chính trong các bộ phim truyền hình ăn khách của Hồng Kông như: Trăm mưu nghìn kế, Bước nhảy, Sức mạnh tình thân, Tình taxi, Bằng chứng thép 3, Tiềm hành truy kích, Dĩ hòa vi quý,... Những bộ phim truyền hình có sự tham gia diễn xuất của cô đã mang lại nhiều giải thưởng nổi bật về điện ảnh như: “Nữ diễn viên tiến bộ nhất”, “Diễn viên triển vọng” ở giải thưởng truyền hình thường niên TVB, “Nữ diễn viên mới ấn tượng” ở giải Kim Tượng lần thứ 27.
Sau đó, Từ Tử San còn thử sức ở bản thân mình với vai trò là ca sĩ. Cô cho ra mắt hàng loạt các ca khúc hit gây "bão" một thời và cũng khá thành công trên thị trường âm nhạc Hồng Kông thời bấy giờ như: Hit me, Tight game (ft Hồ Hồng Quân), Cheer up, Mind Reading, Cửa sổ tình yêu (OST Huỳnh cảnh huynh đệ), Nửa vòng tròn (OST Mì gia đại chiến), Em đợi anh (ft Tạ Thiên Hoa),... Trong số đó, ca khúc "Hit me" của Từ Tử San liên tục lọt vào nhiều bảng xếp hạng âm nhạc và soán ngôi vị top trending ở nhiều giải thưởng âm nhạc khác, khiến cho ca khúc ấy đã trở thành một bản hit làm mưa làm gió suốt bao năm qua và rất được khán giả ưa chuộng, đặc biệt là những ai yêu nhạc, thích nghe nhạc và là một fan hâm mộ nóng của cô. Đi đến đâu, ai cũng biết đến cô, biết đến "đứa con tinh thần" của cô, chính vì vậy mà cô đã và đang là một trong những nữ nghệ sĩ đắt show nhất làng giải trí. Tiếp gót những thành công về âm nhạc lẫn diễn xuất, cô liên tục giành được vô số những giải thưởng danh giá về âm nhạc như: Ca sĩ mới, Ca sĩ tiềm năng, Ca sĩ triển vọng, Bài hát hay nhất,...... Thừa thắng xông lên, cô cho phát hành album đầu tay - và cũng là album duy nhất của cô "Kiss me Kate" do công ty âm nhạc vô cùng chuyên nghiệp và danh giá nhất ở xứ Cảng Thơm "Vigour Entertainment" đồng thực hiện và sản xuất. Album này nhận được rất nhiều lời khen và gây ấn tượng không hề nhỏ đối với công chúng và truyền thông. Sau khi phát hành album vào năm 2009, cô được ưu ái cầm trên tay nhiều đề cử các giải thưởng về âm nhạc dành cho "đứa con tinh thần" của mình. Không những thế, Từ Tử San còn liên tục đạt giải "Nữ ca sĩ được yêu thích nhất" và "Album của năm" vào cả 4 năm liên tiếp: 2010, 2011, 2012 và 2013. Album "Kiss me Kate" tuy đã phát hành rất lâu về trước nhưng album vẫn được mọi người tiêu thụ trên 1000 bản khiến cho Từ Tử San nhận thêm giải và cúp vàng "Nữ ca sĩ có số lượng album bán chạy nhất" vào đầu năm 2014. 
Sau đó, cô còn thể hiện thành công một số các ca khúc nhạc phim của TVB và cũng gây nhiều tiếng vang lớn sau này. Không chỉ có một giọng hát đầy nội lực và thăng hoa mà cô còn có một thân hình đầy bốc lửa, nóng bỏng, sexy và vũ đạo vô cùng thuần thục, chuyên nghiệp. Đó chính là những ưu thế của Từ Tử San khi biểu diễn trước hàng ngàn khán giả trên nhiều sân khấu ca nhạc lớn nhỏ của xứ Cảng Thơm này. Không ai ngờ rằng cô từng xuất thân là một nữ vũ công vô danh, chẳng ai biết đến. Nhưng tài năng thật sự và lòng kiên quyết mạnh mẽ của cô đã khiến cho cô từ một nữ nghệ sĩ vô danh trở thành một minh tinh hạng A đứng đầu làng giải trí Hồng Kông. Ngoài ra, cô còn là một người mẫu rất được các nhà tạo mẫu thời trang thường xuyên chú ý đến và khá được ưa chuộng trên nhiều mặt báo. Cô không những được coi là một nữ nghệ sĩ vô cùng tài giỏi và thông minh mà còn được biết đến là một nữ nghệ sĩ đa năng khi vừa có thể đảm nhận nhiều vai trò khác nhau như: diễn viên, ca sĩ, vũ công, người mẫu,... 
Danh tiếng của cô không những thành công tại Hồng Kông mà nó còn vang xa đến với các nước khác như Trung Quốc, Đài Loan, Malaysia,... trong đó có Việt Nam. Nhờ lối diễn trẻ trung nhưng đầy cá tính, giọng hát đầy lôi cuốn khiến người nghe muốn rụng tim cùng với khuôn mặt đầy sắc sảo nhưng toát lên một vẻ đầy quyến rũ và hút hồn, cô được khán giả cũng như giới truyền thông hâm mộ xếp vào hàng ngũ "Ngũ Đại Hoa Đán" cùng với Dương Di, Chung Gia Hân, Hồ Hạnh Nhi và Trần Pháp Lạp. 
Năm 2015, Từ Tử San rời TVB.
Năm 2019, cô chính thức rút lui khỏi làng giải trí để sang Tây Âu tiếp tục theo đuổi ngành thiết kế trang sức.

## Sự nghiệp thiết kế trang sức
Vào tháng 12 năm 2015, Từ Tử San ra mắt dòng trang sức với K.S. Sze & Sons Ltd.. Bộ sưu tập được gọi là "Rabbit-Duck Illusion". Cô bày tỏ rằng thiết kế của mình được lấy cảm hứng từ khái niệm của Ludwig Wittgenstein về hai cách nhìn khác nhau, sử dụng hình ảnh mơ hồ của một "duckrabbit". Cô ấy nói về khái niệm đằng sau các thiết kế trang sức của mình, "Đó là điều mà tôi muốn nhắc nhở bản thân, rằng có rất nhiều tình huống trong cuộc sống không đáng để bạn phải chia tay và nếu tôi chỉ đơn giản là điều chỉnh góc độ mà tôi đang nhìn mọi thứ từ đó, tôi có thể dễ dàng nhìn thấy một góc nhìn khác." Đầu năm 2016, Từ Tử San thành lập thương hiệu trang sức của riêng mình và cửa hàng trực tuyến; katetsui.com.

## Giáo dục nâng cao
Trong năm 2015–2016, Từ Tử San đã hoàn thành khóa học Thiết kế Trang sức tại GIA và Khóa học Màu sắc đá quý chuyên nghiệp cấp II tại Gübelin Academy.
Vào tháng 6 năm 2019, Từ Tử San đã hoàn thành bằng thạc sĩ Tâm lý học tại Đại học Hồng Kông. Cô có kế hoạch học tiếp ở nước ngoài và theo học tiến sĩ tâm lý học.

## Các phim đã tham gia

### Phim truyền hình
| Năm     | Tên phim (tiếng Việt)     | Tên phim (tiếng Anh)    | Vai diễn                         | Ghi chú |
| ------- | ------------------------- | ----------------------- | -------------------------------- | --- |
| 2005    | Câu Chuyện Huyền Ảo       | The Zone                | Joanna                           | Vai khách mời Tập 8 |
| 2005    | Người Phát Ngôn Giỏi Luật | When Rules Turn Loose   | Ada Siu Mei-Wah                  | Vai khách mời |
| 2006    | Đáng Mặt Nữ Nhi           | La Femme Desperado      | Ida Hải Tuyền                    | Đề cử — TVB Anniversary Award for Best Supporting Actress (Top 20) Đề cử — TVB Anniversary Award for My Favourite Female Character (Top 20) |
| 2007    | Hành Động Đột Phá         | The Brink of Law        | Ân Hướng Tình                    | Xuất hiện từ phút 28 giây thứ 03 tập 1 |
| 2007    | Cảnh Sát Mới Ra Trường    | On the First Beat       | Văn Tịnh                         | Đoạt giải — TVB Anniversary Award for Most Improved Female Artist |
| 2007    | Bước nhảy                 | Steps                   | Victoria Dương Thi Mạn           | Đoạt giải — TVB Anniversary Award for Most Improved Female Artist Đề cử — TVB Anniversary Award for Best Actress (Top 20) Đề cử — TVB Anniversary Award for My Favourite Female Character (Top 20) |
| 2008    | Trăm Mưu Nghìn Kế         | The Price of Greed      | Lam Bình                         | Previously warehoused; released overseas December 2006 |
| 2008    | Lời Nói Ngọt Ngào         | Speech of Silence       | Đường Đường                      | Đề cử — TVB Anniversary Award for Best Actress (Top 10) |
| 2008    | Sức Mạnh Tình Thân        | Moonlight Resonance     | Camie Lộ Gia Mỹ                  | Đề cử — TVB Anniversary Award for Best Supporting Actress (Top 5) |
| 2008    | Thiếu Niên Tứ Đại Danh Bộ | The Four                | Tang Chỉ Nghiên                  | Xuất hiện từ tập 4 |
| 2009    | Mạc Hậu Đại Lão Gia       | Man in Charge           | Triệu Ngọc Khanh                 | |
| 2009–10 | Trò Chơi Sắc Đẹp          | The Beauty of the Game  | Cao Thanh Văn                    | Đề cử — TVB Anniversary Award for Best Actress (Top 15) |
| 2010    | Viên Chocolate Thần Kỳ    | Don Juan DeMercado      | Tạ An Phi                        | |
| 2010    | Tình Taxi                 | When Lanes Merge        | Cao Lệ Tâm                       | Đoạt giải — StarHub TVB Awards 2011 — My Favourite Female TV Character |
| 2011    | Giải Mã Nhân Tâm          | A Great Way to Care     | Mandy Mạc Mẫn Nhi (Monkey)       | Previously warehoused; released overseas June 2009 |
| 2011    | Nam Môn Ngã Môn Tha Môn   | Dropping By Cloud Nine  | June                             | Vai khách mời |
| 2011    | Sóng gió vương triều      | Relic of an Emissary    | Thẩm Thiên Tam - Thẩm Sở Sở      | Xuất hiện từ tập 3 phút 30 giây 05 |
| 2011    | Đoàn viên                 | Wax and Wane            | Peace Vạn Gia Phú (Phú quý muội) | |
| 2011    | Tiềm Hành Truy Kích       | Lives of Omission       | Paris Diêu Khả Khả               | Đoạt giải — StarHub TVB Awards 2012 — My Favourite Female TV Character Đề cử — TVB Anniversary Award for Best Actress (Top 15) Đề cử — TVB Anniversary Award for My Favourite Female Character (Top 15) Đề cử — Ming Pao Anniversary Award for Outstanding Actress in Television                                                                                   |
| 2011    | Bằng Chứng Thép lll       | Forensic Heroes III     | Ada Lăng Sảnh Nhi                | Đoạt giải — My AOD Awards for My Top 15 Favourite Characters |
| 2012    | Quyền Vương               | Gloves Come Off         | Cheuk Man                        | Vai khách mời Tập 2 |
| 2012    | Lôi Đình Tảo Độc          | Highs and Lows          | Pat Trần Gia Bích                | Đoạt giải — TVB Anniversary Award for My Favourite Female Character Đoạt giải — My AOD Awards for My Top 15 Favourite Characters Đề cử — TVB Anniversary Award for Best Actress (Top 5) Đề cử — My AOD Awards for My Favourite Actress in a Leading Role Đề cử — My AOD Awards for My Favourite On-Screen Couple (Lâm Phong & Từ Tử San)                           |
| 2013    | Mùa tình yêu              | Season of Love          | Summer Hạ Chí Hân                | Tập 6–10 |
| 2013    | Giải mã nhân tâm 2        | A Great Way to Care II  | Mandy Mạc Mẫn Nhi                | Vai khách mời Tập 1 |
| 2013    | Thần Thương Thư Kích      | Sniper Standoff         | Thượng Quan Minh Châu Pearl      | Đề cử — TVB Star Awards Malaysia 2013 for My Favourite TVB Actress in a Leading Role Đề cử — TVB Star Awards Malaysia 2013 for My Favourite TVB Drama Character |
| 2013    | My Thịnh Lady             | Bounty Lady             | Jennifer Thịnh Hoa Lôi           | Đề cử — TVB Anniversary Award for Best Actress 2013 (Top 5) Đề cử — TVB Anniversary Award for My Favourite Female Character (Top 5) Đề cử — TVB Star Awards Malaysia 2014 for My Favourite TVB On-Screen Couple (Huỳnh Tử Hoa & Từ Tử San) (Top 3) Đoạt giải — StarHub TVB Awards 2014 for My Top 6 Favourite TVB Female TV Character                              |
| 2014    | Khoảnh Khắc Tình Yêu      | A Time of Love          | San/Kelly                        | TVB-Produced Micro Film Tập 01 |
| 2014    | Điểm Kim Thắng Thủ        | The Ultimate Addiction  | Tư Nhã                           | Đề cử — StarHub TVB Awards 2014 for My Favourite TVB Actress Đề cử — StarHub TVB Awards 2014 for My Favourite TVB Female TV Character Đề cử — StarHub TVB Awards 2014 for My Favourite TVB On-Screen Couple (Huỳnh Tông Trạch & Từ Tử San) (Top 5) |
| 2014    | Tái Chiến Minh Thiên      | Tomorrow Is Another Day | Diêu Ái Gia                      | Đề cử — TVB Anniversary Award for Best Actress 2014 (Top 5) Đề cử — TVB Star Awards Malaysia 2014 for My Favourite TVB Actress in a Leading Role (Top 5) Đoạt giải — TVB Star Awards Malaysia 2014 for My Top 15 Favourite TVB Drama Characters |
| 2015    | Dĩ Hoà Vi Quý             | Smooth Talker           | Vu Thuỵ Ý                        | Đề cử — StarHub TVB Awards 2015 for My Favourite TVB Actress Đề cử — StarHub TVB Awards 2015 for My Favourite TVB Female TV Character Đề cử — TVB Star Awards Malaysia 2015 for My Favourite TVB Actress in a Leading Role Đề cử — TVB Star Awards Malaysia 2015 for My Top 15 Favourite TVB Drama Characters Đề cử — TVB Anniversary Awards for Best Actress 2015 |
| 2018    | Thủ Hộ Thần               | Guardian Angel          | Yip Chi                          | Giới thiệu trong Tập 03 |

### Phim điện ảnh
| Năm  | Tên phim (tiếng Việt)  | Tên phim (tiếng Anh)                                 | Vai diễn             | Ghi chú                                                       |
| ---- | ---------------------- | ---------------------------------------------------- | -------------------- | ------------------------------------------------------------- |
| 2007 | Cân tung               | Eye in the Sky                                       | Ho Ka-po (Piggy)     | Diễn viên mới xuất sắc của Giải thưởng Điện Ảnh Hongkong      |
| 2007 | Hợp đồng tình nhân     | Contract Lover                                       | Rachel               |                                                               |
| 2008 | Bộ đôi cọc cạch        | Lady Cop & Papa Crook                                | Fiona Chan           |                                                               |
| 2009 | Kim tiền đế quốc       | I Corrupt All Cops                                   | May                  |                                                               |
| 2009 | Ái Tử Đa Tình          | Short of Love                                        | Scar Sandy           |                                                               |
| 2009 |                        | The Super Snail Adventure                            | Pretty Goat          | Phim hoạt hình Lồng tiếng (Bản tiếng Quảng)                   |
| 2009 | Thập nguyệt vi thành   | Bodyguards and Assassins                             | Fang Hong            | Vai diễn của Lý Vũ Xuân Lồng tiếng (Bản tiếng Quảng)          |
| 2009 | Avatar                 | Avatar                                               | Neytiri              | Vai diễn của Zoe Saldana Lồng tiếng (Bản tiếng Quảng)         |
| 2010 | Cẩm Y Vệ               | 14 Blades                                            | Thoát Thoát          |                                                               |
| 2010 | 72 Khách trọ           | 72 Tenants of Prosperity                             | Bobo                 | Cameo                                                         |
| 2010 | Ôm lấy người tình      | Perfect Wedding                                      | Remmy                | Cameo                                                         |
| 2010 | Việt quang bảo hạp     | Just Another Pandora's Box                           | Y tá                 | Character portrayed by Xu Wanqiu Lồng tiếng (Bản tiếng Quảng) |
| 2011 | Tôi yêu Hồng Kong      | I Love Hong Kong                                     | Young Twin           | Cameo                                                         |
| 2011 | Bước ngoặt 2           | Turning Point 2                                      | Diêu Khả Khả (Paris) | Liên quan đến phim Tiềm Hành Truy Kích (2011)                 |
| 2011 |                        | Moon Castle: The Space Adventure                     | Lazy Goat            | Phim hoạt hình Lồng tiếng (Bản tiếng Quảng)                   |
| 2012 |                        | Mission Incredible: Adventures on the Dragon's Trail | Pretty Goat          | Phim hoạt hình Lồng tiếng (Bản tiếng Quảng)                   |
| 2013 | Tôi yêu Hồng Kong 2013 | I Love Hong Kong 2013                                | Mei Yeung-yeung      |                                                               |
| 2013 | Búp Bê Ma Ám           | Baby Blues                                           | Ying Nam             |                                                               |
| 2015 | Có khách đến           | Knock Knock, Who's There?                            | Sau Yung             |                                                               |
| 2016 | Hình Cảnh Huynh Đệ     | Buddy Cops                                           | Tiểu Công Chúa       |                                                               |

## Giải thưởng
- Năm 2008: Nữ diễn mới xuất sắc tại Liên hoan phim Hồng Kông lần thứ 27.
- Năm 2007: Nữ diễn viên có nhiều tiến bộ nhất tại Liên hoan phim TVB lần thứ 40
- Năm 2005: Top 5 Hoa hậu hoa kiều thế giới và Miss Gorgeous
- Năm 2004: Đạt danh hiệu hoa hậu, Miss Photogenic (hoa hậu ăn ảnh), Miss International Goodwill (đại sứ thiện chí), Best Fitness (hoa hậu khỏe mạnh) trong cuộc thi Hoa hậu Hồng Kông